# Crazy Ex-Girlfriend (album)
Crazy Ex-Girlfriend è il terzo album di studio della cantante country statunitense Miranda Lambert. Ha venduto oltre 900 000 copie negli Stati Uniti ed è stato certificato disco d'oro. Da esso sono stati lanciati quattro singoli, che sono riusciti tutti ad entrare nella classifica delle canzoni country statunitense, ma solo tre sono entrate nella Billboard Hot 100, la classifica ufficiale dei singoli americana. Tra queste, c'è Gunpowder & Lead, che è entrata nella top 10 della classifica della canzoni country ed è stata la canzone di Miranda con maggior successo.

## Recensioni
Il CD ha ricevuto alcune recensioni e alcune valutazioni da alcuni famosi siti o riviste musicali: AllMusic ha valutato l'album  (4.5/5); Rolling Stone ha valutato l'album  (4/5); Slant Magazine ha valutato l'album  (5/5); Robert Christgau e Stylus Magazine hanno valutato l'album A; e, per finire, Entertainment Weekly ha dato A- al disco. Complessivamente, i voti dati al CD sono molto migliorati rispetto all'album precedente.

## Tracklist
1. Gunpowder & Lead (Heather Little, Miranda Lambert) – 3:11
2. Dry Town (Gillian Welch, David Rawlings) – 2:42
3. Famous in a Small Town (Lambert, Travis Howard) – 4:05
4. Crazy Ex-Girlfriend (Lambert, Howard) – 3:07
5. Love Letters (Lambert) – 2:45
6. Desperation (Lambert) – 3:31
7. More Like Her (Lambert) – 3:28
8. Down (Lambert, Howard) – 3:55
9. Guilty in Here (Lambert, Howard) – 2:43
10. Getting Ready (Patty Griffin) – 3:21
11. Easy from Now On (Carlene Carter, Susanna Clark) – 4:37
12. Nobody's Used to Be – (Best Buy Bonus Track)
13. Girl Like Me – (iTunes Bonus Track)
14. Take It out on Me (Target Bonus Track)
15. I Just Really Miss You (Target Bonus Track)

## Classifiche
| Classifica (2007)                 | Posizione massima |
| --------------------------------- | ----------------- |
| U.S. Billboard 200                | 6                 |
| U.S. Billboard Top Country Albums | 1                 |